# 金格植
金格植（朝鲜语：／ Kim Kyok-sik；1940年10月5日（1938年3月11日）—2015年5月10日），朝鮮民主主義人民共和国軍事人物。原朝鲜劳动党中央政治局候补委员，朝鲜国防委员会委员。大将军衔。曾主导2010年11月朝韩延坪岛炮击事件，时任朝鲜人民军第4军军长。2012年10月任朝鲜人民武力部部长，2013年3月31日当选政治局候补委员，4月1日当选国防委員会委員，同年5月人民武力部長由张正男接任，复任總參謀長。
2013年10月10日朝鮮官方媒體證實撤換，由李永吉接替總參謀長一職。
2014年4月9日召开的第13届最高人民会議第一次会議上退任国防委員会委員。

## 生平
生于咸镜南道定平郡
野战军出身，1971年6月任朝鲜驻叙利亚大使馆武官助理。80年代任军团长职务，其后经历不详。

## 履历
- 1990年4月当选朝鲜第九届最高人民会议代议员。
- 1990年5月党的六届十八中全会当选为朝鲜劳动党中央委员会候补委员。
- 1991年12月党的六届十九中全会递补为党中央委员会委员。
- 1992年4月晋升人民军上将军衔。
- 1994年10月至2007年4月连续13年任朝鲜人民军第2军军长。
- 1997年2月9日晋升人民军大将军衔。后任朝鲜人民军总参谋部作战局局长。
- 1998年7月当选第十届最高人民会议代议员。
- 2007年4月接替金永春次帅任朝鲜人民军总参谋长。
- 2009年2月任朝鮮人民軍第4军军长。
- 2011年11月调任人民军副总参谋长。
- 2011年12月金正日去世，列名国家葬儀委員会。
- 2012年12月，接替被金正恩免职的金正觉（金正阁）出任新任人民武装力量部部长[12]
- 2013年3月，朝鲜劳动党中央委员会三月全会补选金格植为政治局候补委员。
- 2013年4月，朝鲜最高人民会议第12届7次会议补选金格植为国防委员会委员。
- 2013年5月，再次出任朝鲜人民军总参谋长。
- 2014年3月，當選為第13屆最高人民會議的代議員。[13]
- 2014年4月9日，国防委員会委員退任。

## 延坪岛炮击事件
2010年11月23日朝鲜利用大规模杀伤性放射炮攻击了延坪岛民宅，而全权负责西海北方界线(NLL)和黄海道地区的是第四军军长金格植大将。